# Basilio Giordano
Basilio Giordano (Frascineto, 3 febbraio 1952) è un politico italiano.

## Biografia
Nella XVI legislatura della Repubblica Italiana è stato eletto senatore del partito di centrodestra PdL ed è rimasto in carica per l'intera legislatura, dal 6 maggio 2008 al 14 marzo 2013.